# Pokharibhinda Samgrampur
Pokharibhinda Samgrampur – gaun wikas samiti w środkowej części Nepalu w strefie Dźanakpur w dystrykcie Mahottari. Według nepalskiego spisu powszechnego z 2001 roku liczył on 834 gospodarstw domowych i 4816 mieszkańców (2260 kobiet i 2556 mężczyzn).